# Roberto García
Roberto Antonio García (nascido em 8 de setembro de 1937) é um ex-ciclista de estrada salvadorenho.
García representou o seu país nos Jogos Olímpicos de 1968, realizados na Cidade do México, onde competiu na prova de 100 km contrarrelógio por equipes, terminando em vigésimo nono.